# Riedenheim
Riedenheim là một đô thị tại huyện Würzburg bang Bayern, Đức.